# Furius Baco

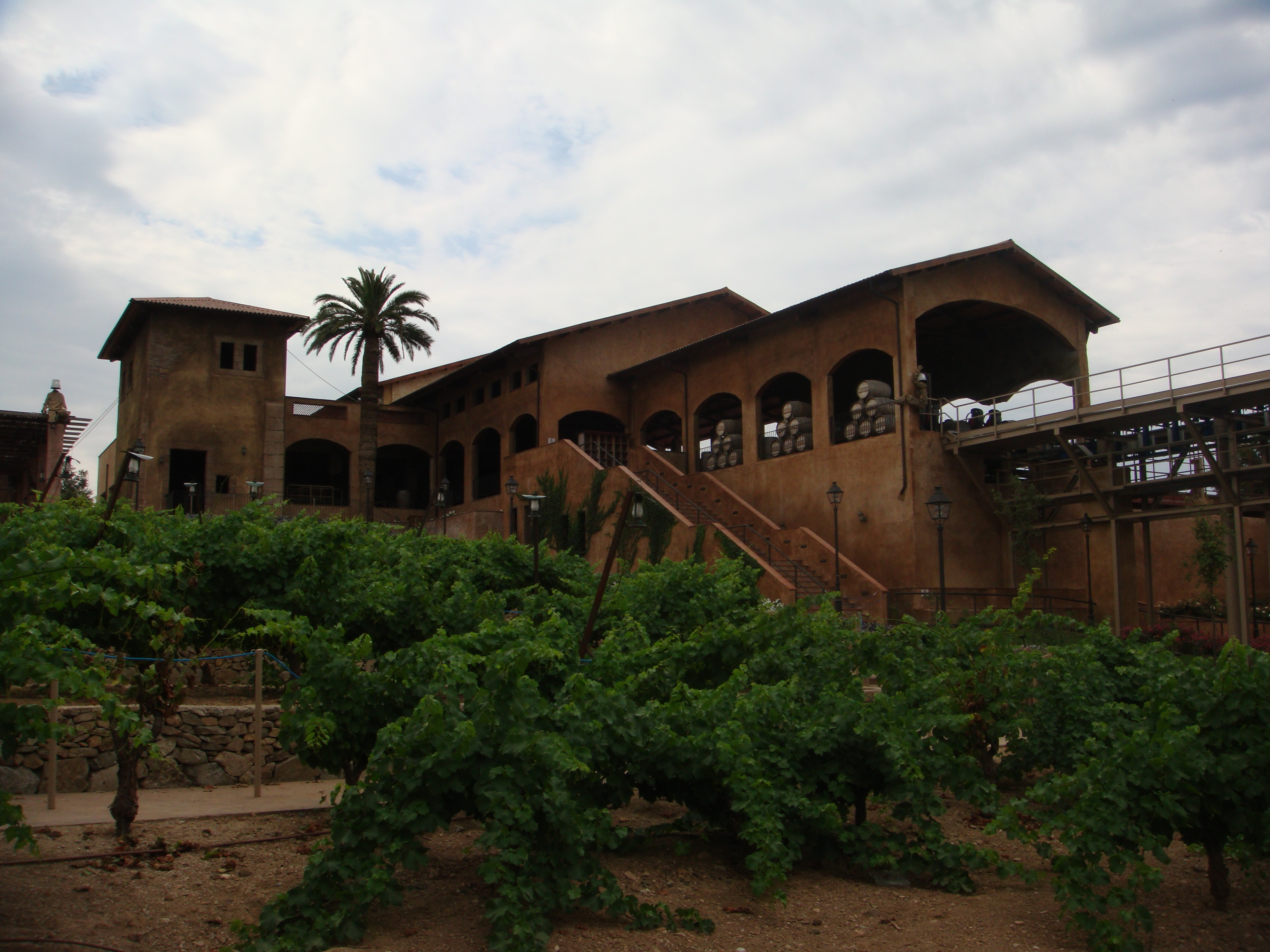
Furius Baco

Furius Baco (Фуриус Бако, Свирепый Бахус) — аттракцион типа американские горки в парке «Порт Авентура», Салоу, Испания.
Дизайнер — немец Вернер Штенгель, производитель — швейцарская компания Intamin.

## Описание
Furius Baco был самым быстрым аттракционом Европы до августа 2009 года, в одном из мировых рейтингов самых скоростных американских горок он занимает 10-е место. Furius Baco является одним из самых быстрых ускорителей в мире, поскольку набирает скорость в 135 км/ч за 3,5 секунды, при этом ускорение составляет примерно 10,7 м/с2, что превышает ускорение свободного падения (ок. 9,8 м/с2).
Аттракцион был открыт в 2007 году в качестве новый звезды парка для привлечения туристов. С момента открытия аттракцион претерпел несколько технических неполадок.

## Сюжет

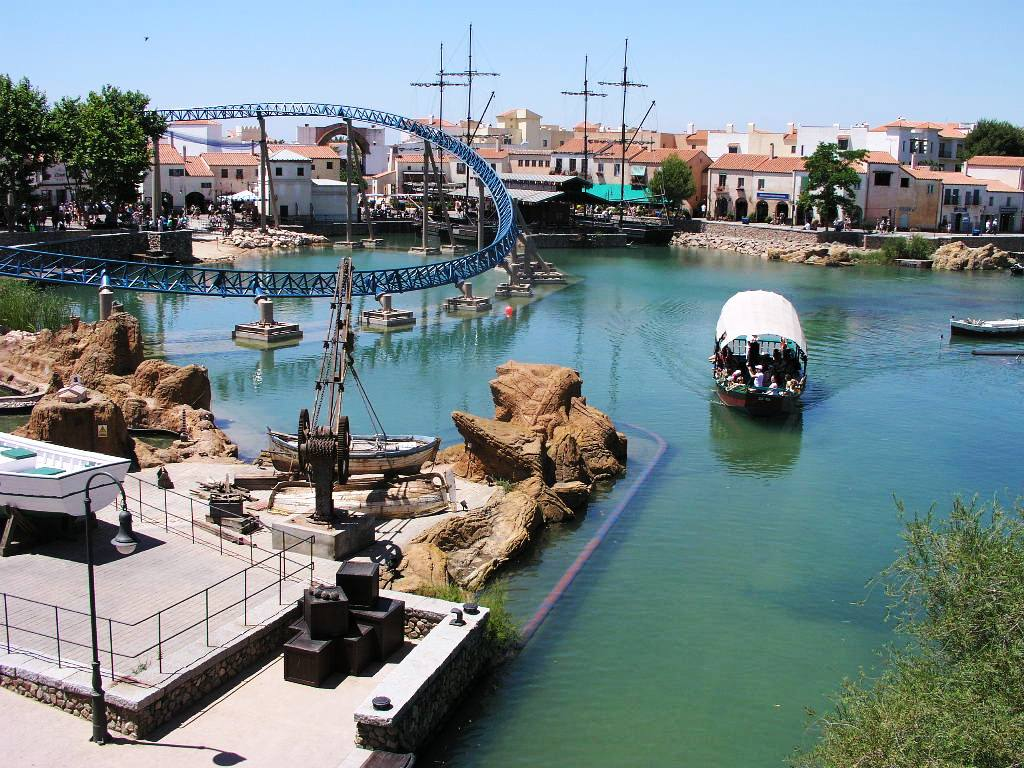
Петля аттракциона над водой

В пригородном доме, среди виноградников, живёт сумасшедший изобретатель со своей обезьяной. Одно из его последних изобретений — машина, топливом которой служит виноградное вино. Посетители усадьбы приглашены для испытания новой машины, однако всё пошло не так, как хотелось бы, поскольку обезьяна изобретателя в последний момент выдёргивает рычаг, и машина набирает головокружительную скорость за очень короткое время.

## Характеристики
| Дата открытия          | 7 июля 2007 года               |
| Длина пути             | 850 метров                     |
| Максимальная скорость  | 135 км/ч                       |
| Пропускная способность | 1.600 человек/час              |
| Тип тормозов           | Магнитные                      |
| Стоимость              | 15 миллионов евро              |
| Местонахождение        | 41°05′03″ с. ш. 1°09′23″ в. д. |